# Matea Pletikosić
Matea Pletikosić (født 24. april 1998 i Sinj, Kroatien) er en kroatisk/montenegrinsk håndboldspiller, som spiller for ŽRK Budućnost og Montenegros håndboldlandshold.
Hun blev udtaget til landstræner Bojana Popović' trup ved VM i kvindehåndbold 2021 i Spanien, hvor det montenegrinske hold blev nummer 22.